# Legios (Tschechien)

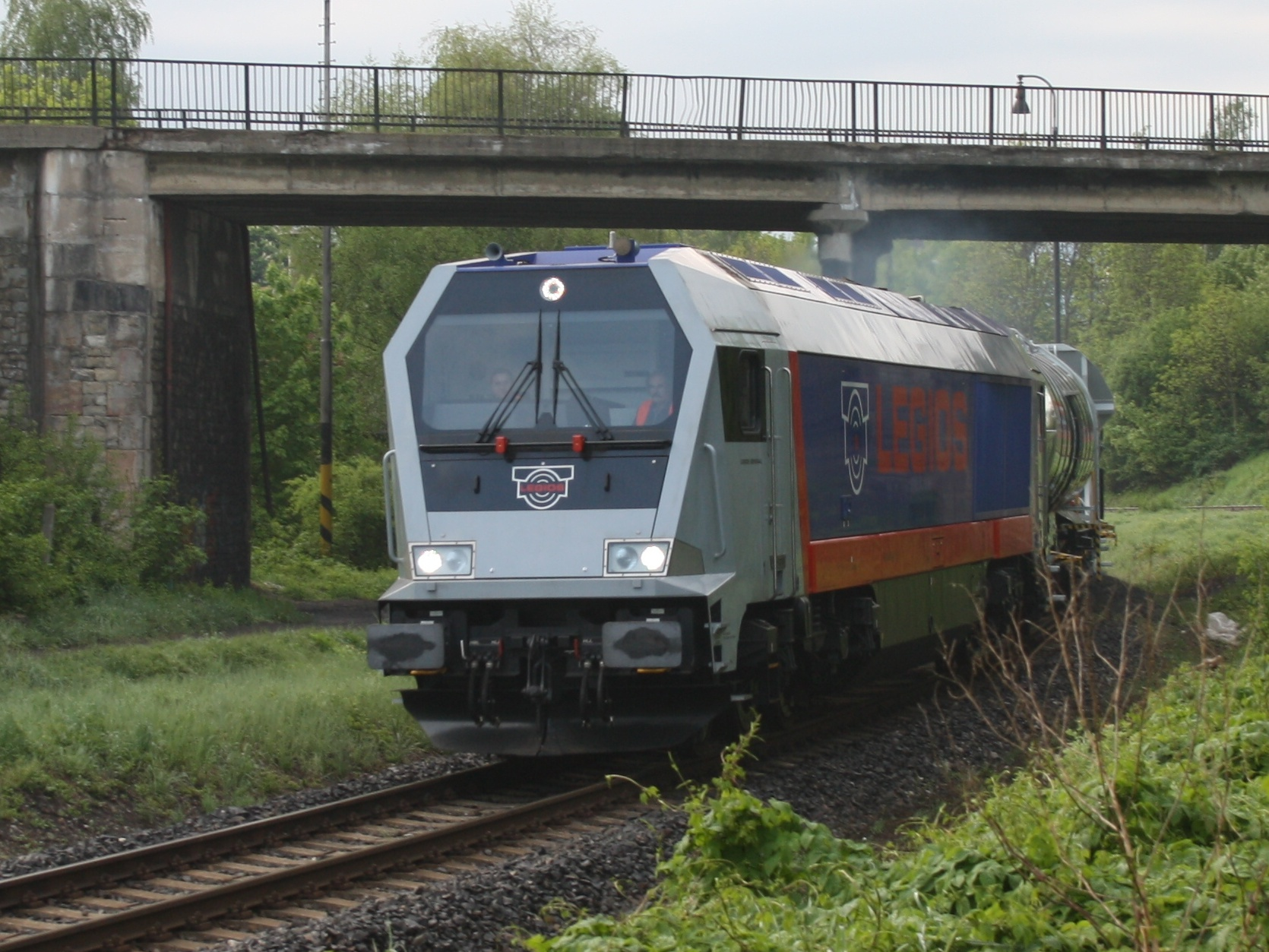
Legios General (Voith Maxima-Nachbau)

Legios mit Sitz in Louny war ein tschechischer Hersteller von Güterwagen und dazugehörigen Ersatzteilen. Bis zum 1. September 2010 hieß das Unternehmen LOSTR beziehungsweise (bis zum 11. Februar 2002) Lounské strojírny, abgekürzt ebenfalls LOSTR.
Legios produzierte Flachwagen, Schüttgut- / Getreide- und Kesselwagen. Außerdem war geplant, die dieselhydraulische Lokomotive Voith Maxima in Lizenz zu fertigen und unter der Bezeichnung Legios General zu verkaufen. Ein Fahrzeug wurde im Voith-Werk Kiel durch Legios-Mitarbeiter montiert; weitere Fahrzeuge wurden nicht unter Legios-Regie gebaut.

## Geschichte
Das Unternehmen geht auf eine 1872 gegründete Reparaturwerkstatt der Prag-Duxer Eisenbahn (PDE) zurück, die später von den Tschechoslowakischen Staatsbahnen (ČSD) als Ausbesserungswerk ŽOS Louny – Železniční opravny a strojírny Louny geführt wurde. 
1992 wurden die ŽOS Louny privatisiert. In den nächsten Jahren firmierte das Unternehmen als Lostr. Nach mehreren Namenswechseln trug das Unternehmen seit 2010 den Namen Legios.
Die weitere Entwicklung war etwas intransparenter. Nach einer weiteren Umbenennung in Heavy Machinery Service (HMS) wurde 2014 ein Insolvenzverfahren eingeleitet.
Anfang 2021 hieß das Unternehmen wieder LOSTR und gehörte offensichtlich zum Güterwagenvermieter Wascosa aus der Schweiz, wie ein Promotionvideo von Wascosa aus dem Jahr 2021 zeigt. 
Nach wie vor ist wenig über das Unternehmen zu erfahren, Wascosa verbreitet zwar auch Stand 07/22 noch den Imagefilm auf der eigenen Website, der aber außer dem Logo und einer Luftaufnahme des Werkes weder einen Kommentar noch weitere Informationen über die Betriebsstätte liefert. 
Auch wird LOSTR auf der Wascosa-Website in keiner weiteren Form erwähnt.